# Diptilon crassa
Diptilon crassa là một loài bướm đêm thuộc phân họ Arctiinae, họ Erebidae.